# Тейлор, Винс (культурист)
Винс Те́йлор (англ. Vince Taylor; род. 25 августа 1956, Гавр-де-Грейс) — американский профессиональный культурист IFBB — International Federation of Bodybuilders, обладатель многочисленных наград в мире культуризма, вписан в Зал Славы IFBB. Имя иногда пишется как Винс Тэйлор. Участник и победитель более чем 70-ти соревнований. В 2006 году в возрасте 50-ти лет вернулся в бодибилдинг, смог не только квалифицироваться на Мистер Олимпия, но и занять достойное 11-е место.

## Антропометрия
- Рост	172 см
- Соревновательный вес	104 кг
- Вес в межсезонье	114 кг
- Бицепс	53 см
- Талия	84 см
- Голень	52 см

## В профессиональных рейтингах
- - 92	Рейтинг мужчин профессионалов IFBB по бодибилдингу 2009 года	16.05.2009
  - 77	Рейтинг мужчин профессионалов IFBB по бодибилдингу 2009 года	01.04.2009
  - 73	Рейтинг мужчин профессионалов IFBB по бодибилдингу 2008 года	24.10.2008